# Amanda Overland
Amanda Overland (n. 30 august 1981, Kitchener, Ontario, Canada) este o sportivă ce a reprezentat Canada, medaliată olimpică. A participat la o ediție a Jocurilor Olimpice (2006) în care a câștigat o medalie de argint.

## Participări
Lista de mai jos prezintă principalele competiții la care a participat Amanda Overland de-a lungul carierei.
- short track speed skating at the 2006 Winter Olympics – women's 3000 metre relay[*]